# Клан Горсбро
Клан Горсбур (шотл. Clan Horsburgh) - клан Горсбро, клан Горсбох, клан Горсбруйк - один з кланів рівнинної частини Шотландії - Лоуленда. Клан історично володів землями в Шотландському Прикордонні. Нині клан не має визнаного герольдами вождя, то називається «кланом зброєносців».
Гасло клану: Aegre de tramite recto - Долаючи труднощі правильним шляхом (лат.)

## Історія клану Горсбур
Походження назви клану - територіальне. Назва клану виникла від назви приходу Горсбур, що розташований на землі Іннерлейтен в Піблесширі. Найдавніша згадка про клан Горсбур відноситься до часів короля Шотландії Олександра II (1214 - 1249). У королівських грамотах згадується Симон де Горсброк (шотл. - Symon de Horsbroc) щодо власності Вільяма Пурвейса Моспеннока (шотл. - William Purveys Mospennoc) та ченців монастиря Мелроуз.   
Вільям де Горсброх (шотл. - William de Horsebroch) згадується в документах 1283 року. Він же був нотаріусом в єпархії Глазго в 1287 році. 
У 1297 році Симон де Горсброк (шотл. - Simon de Horsbrok) був на дипломатичній службі у короля Англії Едуарда І Довгоногого. У нього були відібрані землі, але в тому ж 1297 році повернені. Олександр Горсбруйк згадується в документах 1479 року. Інший Олександр Горсбруйк був спадкоємцем Джона Горсбруйка - свого батька, що володів землями та мав млин на землях Горсбруйк у 1550 році. Леді Горсбур була останньою з клану Горсбур хто носив титул баронесси. Вона вийшла заміж і прийняла прізвище Хіннері (шотл. - Chinnery). 
Нині прізвище Горсбур поширене у Шотландському Прикордонні та в Единбурзі і околицях. 